# Pablo Artal
Luis Pablo Artal Soto (n. Santiago de Chile, Chile; 30 de octubre de 1938) es un Pintor chileno de nacionalidad venezolana. En la actualidad Pablo Artal reside en Santa Elena de Uairén, un pueblo ubicado al sur de Venezuela, específicamente en la frontera con Brasil, lugar donde continúa su labor creativa y de investigación del cinetismo en sus obras.

## Biografía
Nacido en Santiago de Chile de padre constructor, Pablo Artal estudió en la Escuela Nacional de Artes Gráficas de Chile, donde egresa en 1956 con la maestría en litografía y diseño gráfico. A partir de 1958 inicia una gira por la Región Austral, exponiendo en Temuco, Valdivia y Osorno, al tiempo que colabora como ilustrador de los diarios "El Austral" de Temuco y "El Correo" de Valdivia. En 1959 es el Diseñador Gráfico del diario "La Nación" de Santiago de Chile y a partir de ese mismo año inicia su gira por varios países de Sudamérica.
En Colombia conoce a María Victoria Kilby (Vicky), con quien contrae matrimonio y da inicio a una relación que en la actualidad perdura. En 1960 es Cofundador del grupo y taller "La Tertulia" y diseña la imagen gráfica del Festival Nacional de Arte y Diseño Cali - Colombia. Los siguientes años, profesor de Arte y Diseño de la escuela de Arte e Cali, Director Galería Taller "La Rotonda" y escenógrafo del Teatro Experimental de Cali Enrique Buenaventura, expone en el conservatorio Departamental Extensión Cultural Valle del Cauca, participa en una exposición colectiva en el taller La Tertulia, es invitado especial del V Festival Nacional de Arte en Cali y desempeña el papel de Director de Arte en "Epoca Publicidad". En 1967 invitado por el pintor Oswaldo Guayasamín viaja a Quito - Ecuador, para crear el Taller de Artes Gráficas "Gayasamín"; así mismo colabora en la galería y taller "Guaicayán", en el Batanquito. En 1968 Realiza una gira con el Taller "Itinerante de Artes Gráficas" por Ecuador, Colombia y Venezuela; Convirtiéndose este último en su País de Residencia. Se establece en la ciudad de Caracas, Expone en la galería "El Espiral" de la Escuela de Artes Plásticas Cristóbal Rojas y participa como Cofundador del Taller de Arte Gráfico del INCIBA (Instituto Nacional de Cultura y Bellas Artes).
En la década de los '70, realiza la gira de Estudios por Europa, auspiciado por el INCIBA, destacando sus observaciones y pasantías en distintas galerías de Londres, París, Ámsterdam y Alemania, entre otras. DIrector de Arte Free Lance de "Mac & Erickson", "Tipsa", "Ars Publicidad", "Intelectra", "Galería Estudio Actual" y forma parte del grupo que proyectó la imagen del Metro de Caracas. Producto de un percance que le ocasionó la pérdida de gran parte de su patrimonio en la capital Venezolana, parte hacia Nueva Esparta acompañado de su familia, donde también ayudó a las instituciones de la Isla de Margarita convirtiéndose en Cofundador y profesor del Taller de Arte y Diseño "Francisco Narváez"; Cofundador de la "Galería Galpón" y editor de la revista "Cuaderna".
En 1982 decide mudarse a La Gran Sabana y reside en Santa Elena de Uairén un pueblo ubicado al sur de Venezuela en la frontera con Brasil, Allí fija su residencia con su esposa Vicky De Artal y sus 5 hijos e inicia una nueva vida como granjero, maderero y constructor. En este tranquilo pueblo Artal diseña y construye en 1989 el Campamento Ecológico Yakoo, en 1991 es invitado para ser quien creara la imagen corporativa de la dirección de Turismo del Estado Bolívar y en 1998 diseña y construye la obra ecológica y turística "Campamento Turístico Villa Salvaje", actualmente "Ruta Salvaje"; además de proponer varias obras urbanas habitacionales y turísticas. Funda también su Taller de estudio y Galería permanente desde donde sigue imaginando y continúa proyectando su obra creativa.

## Obras de Arte
- Jesús
- DaVinci
- Frank Gehry
- Ternura Yanomai
- Ternura Yanomai II
- Ternura Yanomai III
- Inocencia Fugaz
- Genius Fisiokineticus
- Flor del Paraíso
- Amazonas
- Amazonensi X
- Amazonia Milenaria
- Aura Silvestre
- Genius Sapiens Da Vinci
- Homenaje a Rembrandt
- Homenaje a Vangogh
- Etnia
- Flor del Paraíso
- Flor Étnica
- Flor Étnica II
- Flor Étnica lll
- Flor Étnica IV
- Flora Amazonensis
- Flora Salvaje
- Flora Silvestre
- Gallito de Roca
- Hija del Arcoíris
- Hija del Sol[5]

## Trayectoria
Pablo Artal, también conocido como Don Pablo es el responsable de 40 construcciones sembradas en Santa Elena de Uairén, muchas de ellas consagradas al turismo. Entre las obras más sobre salientes se encuentran:
- El centro de visitantes del campamento Parupa, perteneciente a la Corporación Venezolana de Guayana, ubicado en la autopista hacia Kavanayen.

- El Campamento Ecológico Ya-koo.

- La Posada Turística Villa Fairmont.

- El Bulevar de la Frontera de Santa Elena de Uairén.

- El Campamento Turístico Ruta Salvaje.[6]